# Tebibyte
En tebibyte er 240 byte = 1 099 511 627 776  byte = 1.024 gibibyte. Tebibyte forkortes TiB.